# Ротер-Штерн
Ро́тер-Штерн (ранее Теле́ш; укр. Ротер-Штерн, Телеш, крымскотат. Teleş, Телеш) — исчезнувшее село в Первомайском районе Республики Крым, располагавшееся на юге района, у самой границы с Сакским, примерно в 4,5 километрах южнее современного села Панфиловка

### Динамика численности населения
| - 1805 год — 75 чел. - 1864 год — 74 чел. - 1889 год — 51 чел. - 1892 год — 72 чел. | - 1900 год — 73 чел. - 1915 год — 36/39 чел. - 1926 год — 23 чел. |

## История
Идентифицировать Телеш среди, зачастую сильно искажённых, названий деревень в Камеральном Описании Крыма… 1784 года, учитывая, что их было несколько в близкой округе, пока не удалось.
После присоединения Крыма к России (8) 19 апреля 1783 года, (8) 19 февраля 1784 года, именным указом Екатерины II сенату, на территории бывшего Крымского ханства была образована Таврическая область и деревня была приписана к Евпаторийскому уезду. После павловских реформ, с 1796 по 1802 год входила в Акмечетский уезд Новороссийской губернии. По новому административному делению, после создания 8 (20) октября 1802 года Таврической губернии, Телеш был включён в состав Урчукской волости Евпаторийского уезда.
По Ведомости о волостях и селениях, в Евпаторийском уезде с показанием числа дворов и душ… от 19 апреля 1806 года в деревне Тилеш числилось 6 дворов, 50 крымских татар, 22 цыгана и 3 ясыров. На военно-топографической карте генерал-майора Мухина 1817 года деревня Тлеш обозначена с 10 дворами. После реформы волостного деления 1829 года деревня, согласно «Ведомости о казённых волостях Таврической губернии 1829 года» осталась в составе Урчукской волости На карте 1836 года в деревне 5 дворов, а на карте 1842 года Телеш обозначен условным знаком «малая деревня», то есть, менее 5 дворов.
В 1860-х годах, после земской реформы Александра II, деревню приписали к Абузларской волости. Согласно «Памятной книжке Таврической губернии за 1867 год», деревня Тлеш была покинута жителями в 1860—1864 годах, в результате эмиграции крымских татар, особенно массовой после Крымской войны 1853—1856 годов, в Турцию и вновь заселена татарами. В «Списке населённых мест Таврической губернии по сведениям 1864 года», составленном по результатам VIII ревизии 1864 года, Телеш — владельческая татарская деревня, с 8 дворами, 74 жителями и мечетью при колодцахъ. По обследованиям профессора А. Н. Козловского 1867 года, вода в колодцах деревни была пресная, а их глубина достигала 15—18 саженей (30 — 35 м),. На трехверстовой карте Шуберта 1865 года в деревне Телеш 4 двора). По «Памятной книге Таврической губернии 1889 года», по результатам Х ревизии 1887 года, в деревне Телеш числилось 10 дворов и 51 житель. Согласно «…Памятной книжке Таврической губернии на 1892 год», в деревне Тлеш, входившей в Асан-Аджинский участок, числилось 72 жителя в 5 домохозяйствах.
Земская реформа 1890-х годов в Евпаторийском уезде прошла после 1892 года, в результате Тилеш приписали к Кокейской волости.
По «…Памятной книжке Таврической губернии на 1900 год» в деревне числилось 73 жителя в 15 дворах. По Статистическому справочнику Таврической губернии. Ч.II-я. Статистический очерк, выпуск пятый Евпаторийский уезд, 1915 год, в Кокейской волости Евпаторийского уезда числились экономия Телеш (Яшлавского) — 4 двора, 18 человек приписных жителей и 11 — «посторонних»; 2 чешских имения Телеш: братьев Мартынец — 1 двор, 8 приписных и 7 «посторонних» и И. И. Яссана — 1 двор, 10 приписных и 21 «посторонний».
После установления в Крыму Советской власти, по постановлению Крымревкома от 8 января 1921 года № 206 «Об изменении административных границ» была упразднена волостная система и село вошло в состав Евпаторийского района Евпаторийского уезда, а в 1922 году уезды получили название округов. 11 октября 1923 года, согласно постановлению ВЦИК, в административное деление Крымской АССР были внесены изменения, в результате которых округа были отменены и произошло укрупнение районов — территорию округа включили в Евпаторийский район. Согласно Списку населённых пунктов Крымской АССР по Всесоюзной переписи 17 декабря 1926 года, в селе Телеш, Старо-Бурнакского сельсовета Евпаторийского района, числилось 6 дворов, все крестьянские, население составляло 23 человека, из них 12 украинцев, 8 татар и 3 чехов. Пока неизвестно время создания на месте села еврейского переселенческого участка № 62 и присвоения названия Ротер Штерн. После создания 15 сентября 1931 года Фрайдорфского (переименованного в 1944 году в Новосёловский) еврейского национального района Ротер Штерн включили в его состав. Вскоре после начала Великой Отечественной войны часть еврейского населения Крыма была эвакуирована, из оставшихся под оккупацией большинство расстреляны. В дальнейшем в доступных источниках не встречается.